# John Mainwaring
John Mainwaring (født 4. august 1724, død 15. april 1807) var en engelsk teolog, som skrev den første biografi over komponisten Georg Friedrich Händel (1685-1759). Bogen blev udgivet anonymt i 1760 og regnes som den første musikerbiografi i bogform.
Mere end halvdelen af biografidelen er viet Händels liv før han bosatte sig i London i 1712. Det bliver derfor antaget at Händel selv, direkte eller indirekte, gav Mainwaring oplysningerne om sine ungdomsår.

## Værker
- John Mainwaring: Memoirs of the Life of the Late George Frederic Handel, London 1760
- Johann Mattheson: Georg Friderick Handels Lebensbeschreibung, Hamburg 1761 (tysk oversættelse af Mainwarings memoirer med ekstramateriale) [1]
- George Frideric Handel, Hedwig Mueller von Asow, John Mainwaring: Biographie, Briefe und Schriften: Biographie, Briefe und Schriften, Publiceret på Georg Olms Verlag, 1977, ISBN 978-3-487-06331-7